# Rhamphomyia maroccana
Rhamphomyia maroccana är en tvåvingeart som beskrevs av Collin 1953. Rhamphomyia maroccana ingår i släktet Rhamphomyia och familjen dansflugor. Inga underarter finns listade i Catalogue of Life.